# Ружевич, Станислав
Станислав Ружевич (пол. Stanisław Różewicz; 16 августа 1924, Радомско — 7 ноября 2008, Варшава) — польский режиссёр и сценарист. Брат поэта и драматурга Тадеуша Ружевича.
Снял более 20 художественных фильмов, большинство из которых отмечено на национальных и международных кинофестивалях. За достижения в художественном кинематографе удостоен национальной премии 1-й степени министра культуры и искусства (1983), премии председателя Совета министров Польши (1979) и специального приза МКФ в Кордове (1979).

## Биография
Родился в семье Владислава Ружевича и Марии Стефании Гельбард. Его мать, еврейского происхождения, приняла католичество перед замужеством.
С 1946 работал ассистентом режиссёра на съёмках документальных, а затем и художественных фильмов. Был художественным руководителем творческого кинообъединения «Тор» (1970—1971 и 1972—1980). В 1955—1971 преподавал в школе в Лодзи.
В 1954 году снял свой первый художественный фильм — «Трудная любовь» — типичную для соцреализма производственную ленту. Затем обращается к эпохе Второй мировой войны. Её событиям посвящены фильмы, как «Вольный город» (1958, приз МКФ в Вене) о трагической судьбе работников Гданьской почты, которых травля и преследования поляков гитлеровцами заставили взять в руки оружие и выступить против регулярной немецкой армии ещё до объявления войны; «Вестерплатте» (1967, приз МКФ в Москве), с хроникальной точностью воспроизведенное противостояние польских частей превосходящим силам гитлеровцев.
Особое место среди фильмов о войне занимает картина «Свидетельство о рождении» (1961, приз МКФ в Канне, Венеции) о раннем, преждевременном взрослении детей, вынужденных жить в мире массового ужаса преступлений.
Влиянию войны на жизнь и сознание людей посвящены также фильмы «Три женщины» (1956), герои которой, вернувшись к мирной жизни, пытаются сохранить самое ценное, что они пронесли через войну, — свою дружбу, и лента «Опали листья с деревьев» (1975, приз Национального кинофестиваля в Гданьске) — портрет юноши, ещё почти мальчика, принимавшего участие в подпольной борьбе, фильм «Рысь» (1981).
Особое место в творчестве Ружевича занимает фильм «Страсть» (1978, гран-при Национального кинофестиваля в Гдыне). В нем режиссёр обращается к болезненному и малоизвестному эпизоду польской истории: революции 1846 года, во время которой была сделана попытка решить задачу национального освобождения с социальным освобождением. Дело закончилось братоубийственной борьбой крестьян со шляхтичами; революция оказалась задушена руками польских крестьян.

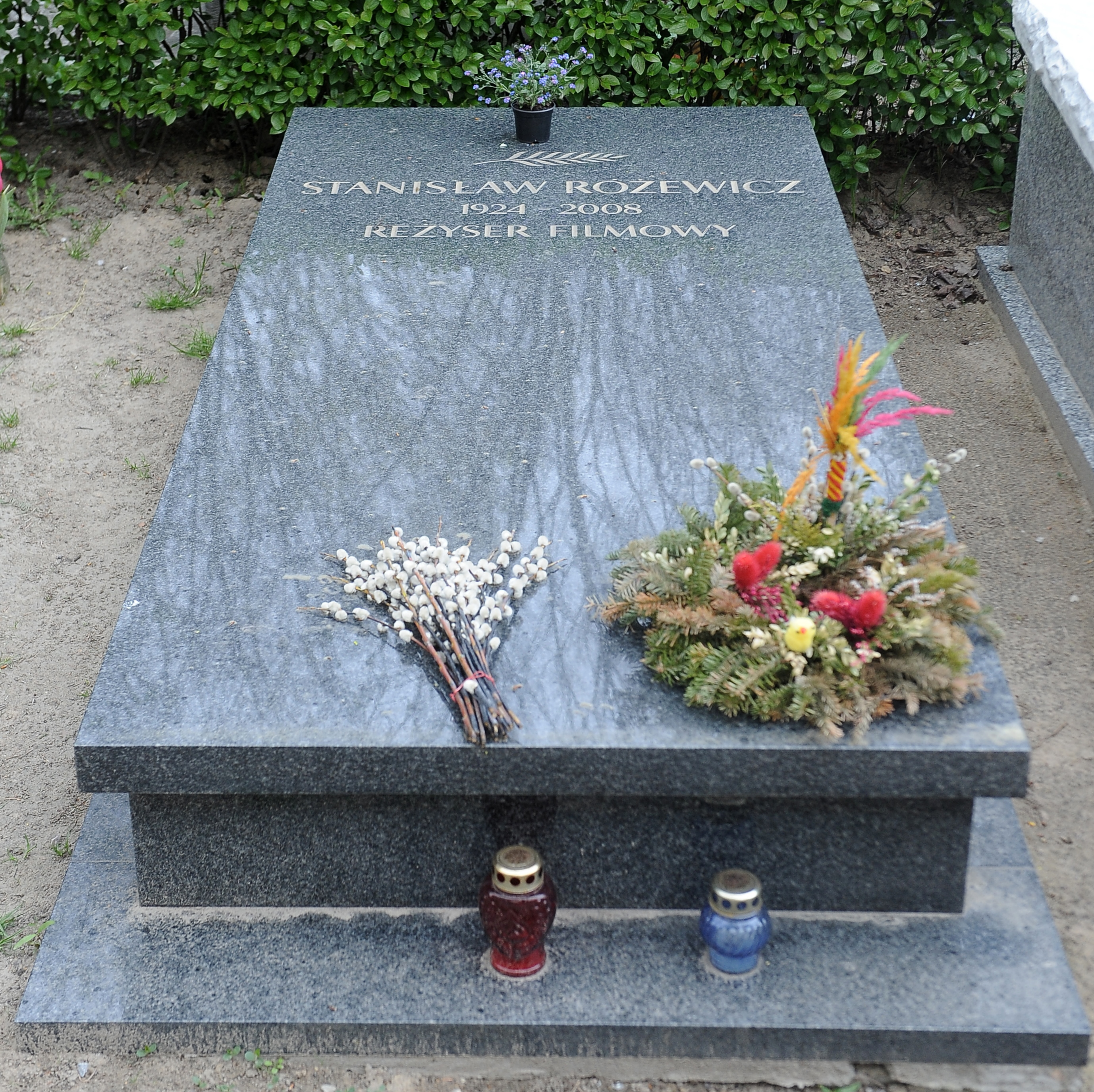
Могила Станислава Ружевича

Постепенно камерная психологическая драма становится излюбленным жанром режиссёра в исследовании человеческого одиночества, неприспособленности к общепринятым правилам, стереотипам, непонимания даже в кругу самых близких людей. Таковы лента «Место на земле» (1959, приз МКФ в Сан-Себастьяне) о юноше из рабочей среды, не чувствующем с ней никакой общности; картина «Голос с того света» (1962), фильм «Одиночество вдвоём» (1968, по рассказу К. Конинского), которым Ружевич утверждает, что проблема одиночества, проблема воли случая, врывающегося в человеческую жизнь, будет существовать всегда. В фильме «Дверь в стене» (1973, приз МКФ в Сан-Себастьяне) столичный актёр, приехав в провинциальный город, неожиданно сталкивается с трагедией чужих для него людей и остается только наблюдателем, не желая вмешиваться в чужие судьбы.
Самый известный из последних фильмов режиссёра «Женщина в шляпе» (1984, призы Национального кинофестиваля в Гданьске и МКФ в Москве), главная героиня которого, молодая актриса Ева, пройдя все испытания унижением и поражениями, показывает стойкость в преданности своему сценическому призванию.
Последним художественным фильмом Ружевича стал «Ночной гость» (1989), после которого режиссёр переключился на документальное кино, сняв несколько картин о своей молодости и братьях (Тадеуше и Януше, погибшем на войне).
Скончался 9 ноября 2008 года в Варшаве на 84-м году жизни. Похоронен на кладбище Воинское Повонзки.

## Фильмография

### Режиссёрские работы
1. 1953 — «Трудная любовь» / Trudna miłość
2. 1956 — «Три женщины» / Trzy kobiety
3. 1958 — «Вольный город» / Wolne miasto
4. 1959 — «Место на земле» / Miejsce na ziemi
5. 1961 — «Свидетельство о рождении» / Świadectwo urodzeniа
6. 1962 — «Голос с того света» / Głos z tamtego świata
7. 1964 — «Эхо» / Echo
8. 1965 — «Пиво» / Piwo
9. 1965 — «На малину» / Na meline
10. 1965 — «День первый, день последний» / Dzień ostatni — dzień pierwszy
11. 1966 — «Ад и небо» / Piekło i niebo
12. 1967 — «Вестерплатте» / Westerplatte
13. 1967 — «Муж под кроватью» / Mąż pod łóżkiem
14. 1967 — «Комедия ошибок» / Komedia pomyłek
15. 1968 — «Одиночество вдвоем» / Samotność we dwoje
16. 1970 — «Романтики» / Romantyczni
17. 1972 — «Стеклянный шар» / Szklana kula
18. 1973 — «Дверь в стене» / Drzwi w murze
19. 1975 — «Опали листья с деревьев» / Opadły liście z drzew
20. 1977 — «Страсть» / Pasja
21. 1981 — «Рысь» / Ryś
22. 1982 — «Пансион пани Латтер» / Pensja pani Latter
23. 1984 — «Женщина в шляпе» / Kobieta w kapeluszu[8]
24. 1985 — «Дьявол» / Diabeł
25. 1987 — «Ангел в шкафу» / Anioł w szafie
26. 1989 — «Ночной гость» / Nocny gość
27. 1994 — «Наш старший брат» / Nasz starszy brat
28. 1995 — «Живые картинки» / Żywe obrazy
29. 1999 — «Кинема» / Kinema

### Другое
- 1950 — Robinson warszawski — актёр (немецкий солдат; в титрах не указан)
- 1950 — Warszawska premiera — сценарист
- 1952 — Pierwsze dni — ассистент режиссёра
- 1955 — Часы надежды — ассистент режиссёра